# Alberto Poli
Alberto Poli (* 17. Mai 1945 in Colzate; † 6. Dezember 2008 in Dinard) war ein italienischer Fußballspieler und -trainer, der seine gesamte Karriere in Frankreich absolvierte und 1974 die französische Staatsbürgerschaft annahm.

## Spielerkarriere
Poli kam mit seinen Eltern im Alter von zwei Jahren ins französische Lothringen, wo er bei einem Verein aus Audun-le-Tiche das Fußballspielen begann. Als sein dortiger Trainer 1965 zum Sportdirektor des Erstligisten SCO Angers berufen wurde, nahm er den damals 20-Jährigen Fußballer mit. Der Italiener gehörte bei Angers direkt dem Profikader an und etablierte sich noch im Verlauf seines ersten Jahres als Stammspieler im Mittelfeld an der Seite von Jean-Marc Guillou. Nachdem er 1968 den Abstieg in die Zweitklassigkeit hinnehmen musste, trug er in der Spielzeit 1968/69 dreizehn Tore, was seiner besten Ausbeute einer Saison entspricht, zur Zweitligameisterschaft und dem damit verbundenen Wiederaufstieg bei. Er behielt seinen Stammplatz im Lauf der Jahre und lief 1972 erstmals im UEFA-Cup auf.
1974 stand zuerst ein Wechsel zum Stade Rennes im Raum, Poli entschied sich aber letztlich für Paris Saint-Germain. In Paris war er Stammspieler in einer gut besetzten Mannschaft, die trotz allem im Abstiegskampf steckte. Zur selben Zeit erwarb er die französische Staatsangehörigkeit, auch wenn eine damit verbundene mögliche Berufung in die Nationalelf des Landes ihm verwehrt blieb. Dem Hauptstadtklub kehrte er 1975 wieder den Rücken und unterschrieb beim Stade Rennes, der ihn zuvor bereits umworben hatte. Bei dem Zweitligisten agierte er an der Seite von Houssaine Anafal und erreichte den Aufstieg, verließ den Verein aber dennoch und zog den Wechsel zum zweitklassigen FC Rouen vor. Zum zweiten Mal hintereinander gelang Poli der Aufstieg in die erste Liga, nach welchem er jedoch seinen Stammplatz einbüßte; zudem musste er mit Rouen als Tabellenletzter den Wiederabstieg hinnehmen. Mit 33 Jahren entschied er sich 1978 nach 297 Erstligapartien mit 24 Toren sowie 103 Zweitligapartien mit 15 Toren für eine Beendigung seiner Profilaufbahn.

## Trainerkarriere
Unmittelbar nach dem Karriereende begann Poli 1978 mit der Arbeit als Spielertrainer bei einem Amateurverein aus Digne-les-Bains und blieb dem Klub bis 1987 als Trainer treu, nachdem er 1982 das aktive Spielen endgültig aufgegeben hatte. Anschließend ging er nach Dinan, wo er der Sportzuständige der Stadt war und sich vor allem mit der Jugendarbeit beschäftigte. Von 2003 an lebte er im Ruhestand, bis er 2008 verstarb.